# Leng Chunhui
Leng Chunhui –en xinès, 冷春慧– (3 de juliol de 1972) és una esportista xinesa que va competir en judo.
Va guanyar una medalla d'or al Campionat Mundial de Judo de 1993, i una medalla de plata al Campionat Asiàtic de Judo de 1991. Als Jocs Asiàtics de 1994 va aconseguir una medalla de plata.

## Palmarès internacional
| Campionat Mundial | Campionat Mundial  | Campionat Mundial | Campionat Mundial |
| Any               | Lloc               | Medalla           | Categoria         |
| ----------------- | ------------------ | ----------------- | ----------------- |
| 1993              | Hamilton ( Canadà) | 1                 | –72 kg            |
| Jocs Asiàtics     |                    |                   |                   |
| Any               | Lloc               | Medalla           | Categoria         |
| 1994              | Hiroshima ( Japó)  | 2                 | –72 kg            |
| Campionat Asiàtic |                    |                   |                   |
| Any               | Lloc               | Medalla           | Categoria         |
| 1991              | Osaka ( Japó)      | 2                 | –72 kg            |